# Another 45 Miles
Another 45 Miles is een nummer van de Nederlandse band Golden Earring. In november 1969 is het nummer oorspronkelijk uitgebracht als single, dat niet op een album verscheen. Het is de eerste uitgave van de band onder de naam Golden Earring, waar alle voorgaande singles en albums verschenen onder de naam Golden Earrings.
"Another 45 Miles", geschreven en gezongen door gitarist George Kooymans en geïnspireerd door twee tournees van de band in de Verenigde Staten, gaat over een man die na een lange rit nog 45 mijl (72 kilometer) moet rijden tot hij weer thuis bij zijn gezin is. Het is het laatste Earring-nummer waarop drummer Sieb Warner te horen is, die in de zomer van 1970 werd vervangen door Cesar Zuiderwijk.
De plaat behaalde de 3e positie in zowel de Nederlandse Top 40 op Radio Veronica als de Hilversum 3 Top 30 op de publieke popzender Hilversum 3. 
In februari 1993 werd een liveversie uit 1992 van het nummer uitgebracht op zowel vinylsingle als cd-single, als gevolg op het uitbrengen van het akoestische livealbum The Naked Truth.
In Nederland werd de liveversie vanaf februari 1993 veel gedraaid op de landelijke radiozenders en werd een radiohit. De single bereikte de 25e positie in de Nederlandse Top 40 en piekte op de 23e positie in de vanaf zondag 7 februari 1993 nieuwe publieke hitlijst op Radio 3; de Mega Top 50.
In België werd de single wel regelmatig gedraaid op de radio, maar behaalde desondanks géén notering in zowel de voorloper van de Vlaamse Ultratop 50 als de Vlaamse Radio 2 Top 30 en de Waalse hitlijst.

## Hitnoteringen

### Studioversie

#### Nederlandse Top 40
| Hitnotering: 13-12-1969 t/m 07-02-1970 | Hitnotering: 13-12-1969 t/m 07-02-1970 | Hitnotering: 13-12-1969 t/m 07-02-1970 | Hitnotering: 13-12-1969 t/m 07-02-1970 | Hitnotering: 13-12-1969 t/m 07-02-1970 | Hitnotering: 13-12-1969 t/m 07-02-1970 | Hitnotering: 13-12-1969 t/m 07-02-1970 | Hitnotering: 13-12-1969 t/m 07-02-1970 | Hitnotering: 13-12-1969 t/m 07-02-1970 | Hitnotering: 13-12-1969 t/m 07-02-1970 | Hitnotering: 13-12-1969 t/m 07-02-1970 |
| Week                                   | 1                                      | 2                                      | 3                                      | 4                                      | 5                                      | 6                                      | 7                                      | 8                                      | 9                                      |                                        |
| -------------------------------------- | -------------------------------------- | -------------------------------------- | -------------------------------------- | -------------------------------------- | -------------------------------------- | -------------------------------------- | -------------------------------------- | -------------------------------------- | -------------------------------------- | -------------------------------------- |
| Nummer                                 | 24                                     | 8                                      | 5                                      | 3                                      | 4                                      | 6                                      | 10                                     | 16                                     | 32                                     | uit                                    |

#### Hilversum 3 Top 30
| Hitnotering: 13-12-1969 t/m 07-02-1970 | Hitnotering: 13-12-1969 t/m 07-02-1970 | Hitnotering: 13-12-1969 t/m 07-02-1970 | Hitnotering: 13-12-1969 t/m 07-02-1970 | Hitnotering: 13-12-1969 t/m 07-02-1970 | Hitnotering: 13-12-1969 t/m 07-02-1970 | Hitnotering: 13-12-1969 t/m 07-02-1970 | Hitnotering: 13-12-1969 t/m 07-02-1970 | Hitnotering: 13-12-1969 t/m 07-02-1970 | Hitnotering: 13-12-1969 t/m 07-02-1970 | Hitnotering: 13-12-1969 t/m 07-02-1970 |
| Week                                   | 1                                      | 2                                      | 3                                      | 4                                      | 5                                      | 6                                      | 7                                      | 8                                      | 9                                      |                                        |
| -------------------------------------- | -------------------------------------- | -------------------------------------- | -------------------------------------- | -------------------------------------- | -------------------------------------- | -------------------------------------- | -------------------------------------- | -------------------------------------- | -------------------------------------- | -------------------------------------- |
| Positie                                | 23                                     | 8                                      | 4                                      | 3                                      | 3                                      | 3                                      | 15                                     | 17                                     | 24                                     | uit                                    |

#### NPO Radio 2 Top 2000
| Nummer met noteringen in de NPO Radio 2 Top 2000 | '01 | '02 | '03 | '04 | '05 | '06 | '07 | '08 | '09 | '10 | '11 | '12 | '13 | '14 | '15 | '16 | '17 | '18 | '19 | '20 | '21 | '22 | '23 | '24 |
| ------------------------------------------------ | --- | --- | --- | --- | --- | --- | --- | --- | --- | --- | --- | --- | --- | --- | --- | --- | --- | --- | --- | --- | --- | --- | --- | --- |
| Another 45 Miles                                 | 227 | 350 | 262 | 276 | 211 | 202 | 287 | 237 | 227 | 209 | 237 | 221 | 247 | 311 | 301 | 231 | 234 | 230 | 259 | 330 | 95  | 198 | 246 | 215 |

1. ↑  Een vetgedrukt getal geeft de hoogste notering aan.
2. ↑  2001 was het eerste jaar met een notering voor dit nummer.

### Liveversie

#### Nederlandse Top 40
| Hitnotering: 06-03-1993 t/m 03-04-1993 | Hitnotering: 06-03-1993 t/m 03-04-1993 | Hitnotering: 06-03-1993 t/m 03-04-1993 | Hitnotering: 06-03-1993 t/m 03-04-1993 | Hitnotering: 06-03-1993 t/m 03-04-1993 | Hitnotering: 06-03-1993 t/m 03-04-1993 | Hitnotering: 06-03-1993 t/m 03-04-1993 |
| Week                                   | 1                                      | 2                                      | 3                                      | 4                                      | 5                                      |                                        |
| -------------------------------------- | -------------------------------------- | -------------------------------------- | -------------------------------------- | -------------------------------------- | -------------------------------------- | -------------------------------------- |
| Nummer                                 | 36                                     | 28                                     | 25                                     | 29                                     | 38                                     | uit                                    |

#### Mega Top 50
| Hitnotering: 06-03-1993 t/m 17-04-1993 | Hitnotering: 06-03-1993 t/m 17-04-1993 | Hitnotering: 06-03-1993 t/m 17-04-1993 | Hitnotering: 06-03-1993 t/m 17-04-1993 | Hitnotering: 06-03-1993 t/m 17-04-1993 | Hitnotering: 06-03-1993 t/m 17-04-1993 | Hitnotering: 06-03-1993 t/m 17-04-1993 | Hitnotering: 06-03-1993 t/m 17-04-1993 | Hitnotering: 06-03-1993 t/m 17-04-1993 |
| Week                                   | 1                                      | 2                                      | 3                                      | 4                                      | 5                                      | 6                                      | 7                                      |                                        |
| -------------------------------------- | -------------------------------------- | -------------------------------------- | -------------------------------------- | -------------------------------------- | -------------------------------------- | -------------------------------------- | -------------------------------------- | -------------------------------------- |
| Positie                                | 40                                     | 30                                     | 27                                     | 23                                     | 28                                     | 33                                     | 40                                     | uit                                    |

Discografie